# دانشگاه تامیل
دانشگاه تامیل یک دانشگاه دولتی است که در تانجاور، تامیل نادو، هند واقع شده‌است. این دانشگاه برای ارائه تحقیقات عالی به زبان تامیل تأسیس شده‌است.

## محل

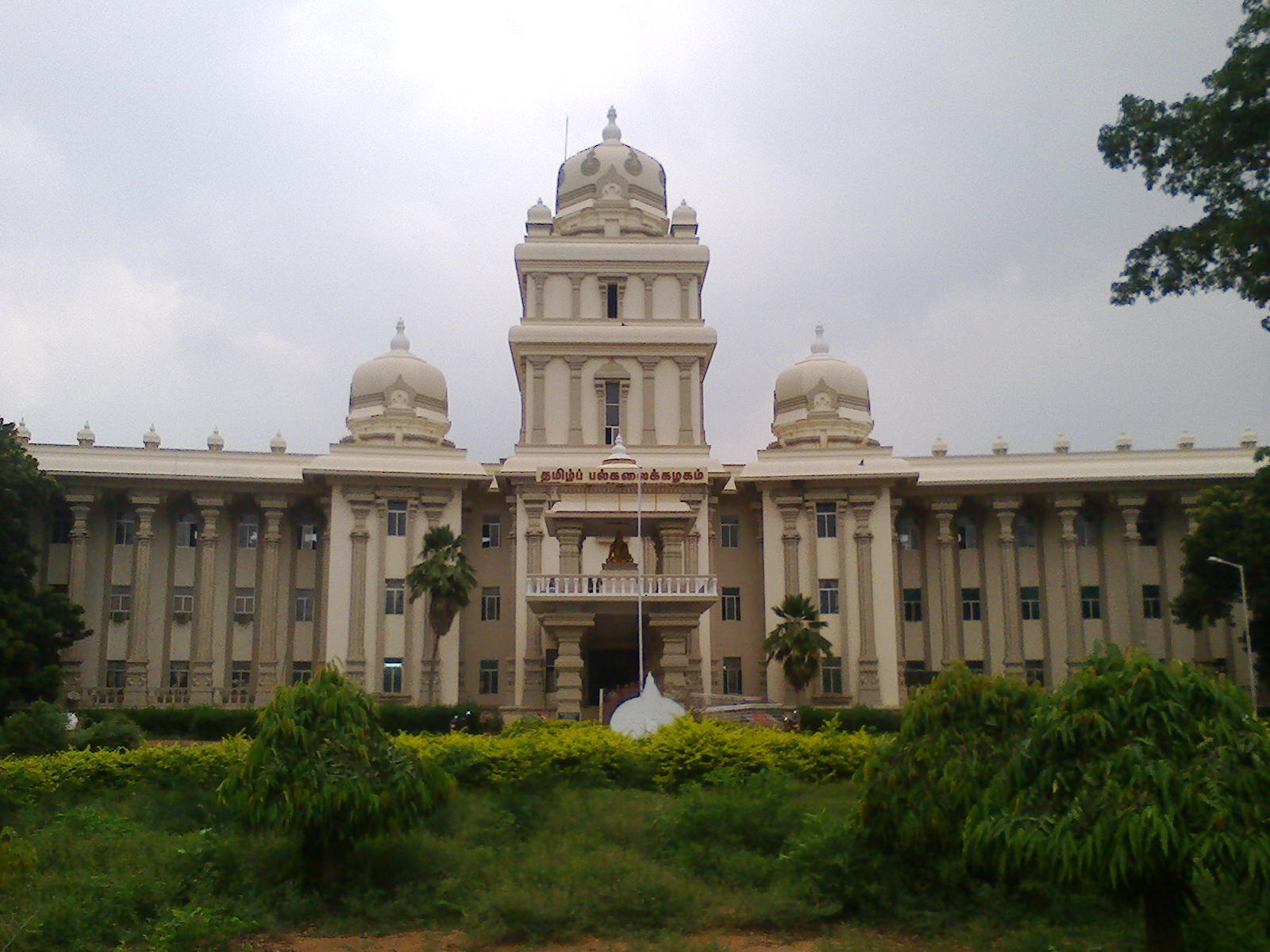
بلوک اداری دانشگاه تامیل

این دانشگاه در محوطه‌ای به مساحت حدود ۹۰۰ جریب فرنگی (۳٫۶ کیلومتر مربع) توسط دولت ایالتی تامیل نادو اعطا شده‌است و آن را به بزرگ‌ترین دانشگاه در ایالت از نظر وسعت تبدیل کرد. ساختمان‌ها و بلوک‌های بخش‌های اداری و دانشگاهی در محوطه دانشگاه قرار دارند. بلوک اداری با موتیف گوپورام آن از بزرگراه ملی که تانجاور را به تریشی متصل می‌کند قابل مشاهده است. این کتابخانه یادآور پارلمان هند در دهلی نو است. گالری کاریکالان که به مناسبت کنفرانس جهانی تامیل ساخته شده‌است، قادر است حدود ۲۰۰۰ نفر را در خود جای دهد.
| Sl. خیر | نام                | دوره خدمت                                           |
| ------- | ------------------ | --------------------------------------------------- |
| ۱       | ششم سابرامونیام    | ۱۹۸۱/۰۹/۱۹ تا ۱۹۸۴/۰۶/۱۹ و ۱۹۸۴/۰۹/۲۲ تا ۱۹۸۶/۰۷/۳۱ |
| ۲       | آگاستیالینگوم      | ۱۹۸۶/۰۱/۱۲ تا ۱۹۸۹/۱۱/۳۰                            |
| ۳       | سی بالاسوبرامانیان | ۱۹۸۹/۰۴/۱۲ تا ۱۹۹۲/۰۳/۱۲                            |
| ۴       | آوای دی ناتاراجان  | ۱۹۹۲/۱۲/۱۶ لغایت ۹۵/۱۲/۱۵                           |
| ۵       | ک. کاروناکاران     | ۱۱ فوریه ۱۹۹۶ تا ۳ اکتبر ۱۹۹۸                       |
| ۶       | کدیر ماهادوان      | ۱۹۹۹/۰۲/۱۹ تا ۲۰۰۱/۰۹/۱۴                            |
| ۷       | ای. ساندارامورتی   | ۱۹ ژانویه ۲۰۰۱ تا ۱۸ ژانویه ۲۰۰۴                    |
| ۸       | سابرامانیام        | ۶ ژوئیه ۲۰۰۵ تا ۵ ژوئیه ۲۰۰۸                        |
| ۹       | ام راجندران        | ۱۹ ژوئیه ۲۰۰۸ تا ۱۸ ژوئیه ۲۰۱۱                      |
| ۱۰      | تیرومالی           | ۱۰ مارس ۲۰۱۲ تا ۹ مارس ۲۰۱۵                         |
| ۱۱      | باسکاران           | ۶ سپتامبر ۲۰۱۵ تا ۵ سپتامبر ۲۰۱۸                    |
| ۱۲      | جی بالاسوبرامانیان | ۴ نوامبر ۲۰۱۸ تا ۳ نوامبر ۲۰۲۱                      |
| ۱۳      | تیروواللووان       | از ۱۳ ژانویه ۲۰۲۱                                   |